# Feltfebel Denkovo, Dobrici
Feltfebel Denkovo (în bulgară Фелтфебел Денково, în română Bairam-Bunar) este un sat în comuna Dobricika, regiunea Dobrici, Dobrogea de Sud, Bulgaria. 
Între anii 1913-1940 a făcut parte din plasa Ezibei a județului Caliacra, România.

## Demografie
Componența etnică a satului Feltfebel Denkovo
     Romi (45,46%)
     Turci (43,09%)
     Nicio identificare (11,44%)
     Altele (0%)
La recensământul din 2011, populația satului Feltfebel Denkovo era de 673 locuitori. Nu există o etnie majoritară, locuitorii fiind romi (45,46%) și turci (43,09%). Pentru 11,44% din locuitori nu este cunoscută apartenența etnică.